# Jacek Cardi
Jacek Cardi właściwie Giacinto Cardi (ur. 4 lipca 1876 w Lenoli, zm. 19 maja 1956 w Rzymie) – włoski ksiądz katolicki, generał pallotynów w latach 1919-1925 i 1931-1937.
Jacek Cardi urodził się w 1876 roku w miejscowości Lenola we Włoszech. Do pallotynów wstąpił w Rzymie w roku 1892. Święcenia kapłańskie przyjął w roku 1902. W roku 1909 brał udział w III Zebraniu Generalnym, gdzie został wybrany na pierwszego prowincjała włoskiej prowincji pallotynów. Pełniąc ten urząd, wiele troski poświęcił sprawom młodzieży - między innymi otworzył dla niej w Rzymie dom formacyjny.
W roku 1919 ks. Cardi został wybrany na generała pallotynów. W czasie trwania jego kadencji zatwierdzono Konstytucje pallotynów, rozpoczęto wydawanie pism św. Wincentego Pallottiego, wzniesiono w Rzymie nowe kolegium dla kształcenia alumnów. W roku 1925 został proboszczem i budowniczym nowej parafii w Ostii. Po sześciu latach - w roku 1931 - ponownie wybrano go generałem. Od roku 1937, przez 10 lat, pełnił urząd konsultora generalnego. 
19 maja 1956 ks. Cardi zmarł po ciężkiej chorobie serca w wieku 80 lat. Spoczywa na cmentarzu Campo Verano w Rzymie.